# Salvador Cisneros (Fußballspieler)
Salvador Cisneros (* 1940 oder 1941; † 5. April 1964), auch bekannt unter dem Spitznamen „Chavo“, war ein mexikanischer Fußballspieler, der bereits im Alter von 23 Jahren bei einem Verkehrsunfall ums Leben kam und nach dem postum eine Sportanlage in Zacatepec de Hidalgo benannt wurde.

## Leben
Salvador Cisneros stand wahrscheinlich ausschließlich beim CD Zacatepec unter Vertrag, für den er im Pokalwettbewerb der Saison 1959/60 ein Tor erzielte. Auch in den Spielzeiten 1961/62 und 1963/64 stand Cisneros bei den Cañeros unter Vertrag, mit denen er nach dem Abstieg von 1962 aus der höchsten Spielklasse in der darauffolgenden Zweitligasaison die Meisterschaft gewann und somit den unmittelbaren Wiederaufstieg schaffte.